# Гладко
Гладко — деревня в Кезском районе Удмуртской республики.

## География
Находится в северо-восточной части Удмуртии на расстоянии приблизительно 18 км на восток-северо-восток по прямой от районного центра поселка Кез.

## История
Известна с 1873 года как починок Верх-Лыпской (Гладко) с 4 дворами. В 1905 году (Верх-Лыпский или Гладко 2-е) было учтено 7 дворов, в 1920 (Гладко 2-й) — 7 (2 — русских и 5 удмуртских), в 1924 — 7. С 1935 года деревня. До 2021 года входила в состав Кузьминского сельского поселения.

## Население
Постоянное население составляло 30 человек (1873 год), 48 (1905), 40 (1924), 30 человек в 2002 году (удмурты 57 %, русские 43 %), 20 в 2012.